# Panama Francis
Pour les articles homonymes, voir Francis.
Panama Francis  né le 21 décembre 1918 à Miami (Floride) mort le 13 novembre 2001 à Orlando est un batteur de jazz américain.

## Carrière
Il débute en 1934 avec les George Kelly's cavaliers puis s'installe à New York. Il joue avec Tab Smith puis est engagé dans le groupe de Roy Eldridge en 1938-1939. Il tient la batterie dans l'orchestre de Lucky Millinder de 1940 à 1946 puis dans celui de Cab Calloway de 1947 à 1952. Musicien free-lance il accompagne Charlie Shavers, Woody Herman, Henry Allen, Slim Gaillard. En 1979 il anime les Savoy Sultans puis dans les années 1980 tourne en Europe avec son orchestre.

## Discographie
- Roy Eldridge 1935-1940 the chronological Classics 725
- Lucky Millinder 1941-1942 the chronological Classics 712

## Sources bibliographiques
- André Clergeat, Philippe Carles, J.L. Comolli Dictionnaire du jazz Bouquins/Laffont 1990 p. 347  (ISBN 2-221-04516-5)